# گو چینگ
گو چینگ (انگلیسی: Guo Qing؛ زادهٔ ۱۰ مه ۲۰۰۰) ورزشکار تکواندو اهل چین است.
وی در مسابقات کشوری و بین‌المللی در مجموع برندهٔ ۱ مدال طلا، ۴ مدال نقره، ۴ مدال برنز شده است.